# Koraia
Koraia é um gênero de traça pertencente à família Arctiidae.